# محمد صالح الكاشغري
محمد صالح داموللا بن نظام الدين الكاشغري الآرتوجي (بالصينية: 穆罕默德.萨利.阿吉) هو عالم مسلم من الصين ويقيم في تركستان الشرقية «سنجان» والذي أثرى المكتبة الإسلامية بالعديد من المؤلفات باللغة الايجورية والصينية والعربية  وتوفي في السجن في معسكرات «إعادة التعليم» عن عمر 82 عام بعد احتجازه هو وإبنته لمدة 40 يوماً.  أدرج في قائمة «العشرة علماء مسلمين البارزين في العالم» في المؤتمر الإسلامي الدولي لتجديد الفكر الإسلامي بمصر.

## حياته
ولد الشيخ محمد صالح عام 1939، ببلدة «آرتوج» وهي مدينة قرب «كاشغر»، ومن هنا عُرف باسم محمد صالح الكاشغري الآرتوجي نسبة إلى مدينة كاشغر وبلدة آرتوج.
عُرفت أسرته بالعلم، فأبوه الشيخ صالح داموللا بن نظام الدين، كان عالماً بارزاً مفسراً ومحدثاً، وجده كذلك، فكان الشيخ محمد أصغر أشقائه البنين، وهم: عبد الحكيم، وعبد الحي، وعبد الرحمن، وتصغره شقيقة واحدة، زرع فيهم أبوهم حب العلم، ليستكملوا رسالة الدعوة وليحملوا تعاليم الإسلام إلى الناس.
عمل الشيخ الكاشغري نائباً لرئيس الجمعية الإسلامية الصينية، ومدير المعهد الإسلامي بأورومـچـي سابقا، وعضو المؤتمر الاستشاري السياسي الصيني سابقا، ورشح لنيل جائزة الملك فيصل لخدمة الإسلام عام 1992م.

## ترجمة معاني القرآن الكريم
للشيخ محمد صالح ترجمة معاني القرآن الكريم إلى اللغة الأويغورية، تمت مراجعتها ثلاث مرات من قبل العلماء المختصين في هذا الشأن، وطبعت في العديد من الدول تخطت مليون نسخة، فشرع الشيخ رحمه الله في ترجمته في الثمانينيات، وتقديراً لقداسة القرآن كان الشيخ حريصاً على التروي في الترجمة، وكان يقول: «إن القرآن الكريم هو دستور المسلمين وترجمته ليست بالأمر الذي يتم على عجلة».

### الطبعة الأولي
بدأ الشيخ بترجمة بعض الأجزاء، ثم كانت له زيارة إلى الكويت والسعودية ضمن رحلة علمية، فاستفاد من نصائح العلماء ومن بينهم الشيخ ابن باز الذي أوصاه بمراجعة التفاسير القرآنية، وأشار عليه بتفسير «الجلالين»، ولما انتهى الشيخ من الترجمة، عرضها على 13 من علماء وأئمة تركستان فأقروها وتمت طباعتها الأولى عام 1986 في نحو مائتي ألف نسخة.

### الطبعة الثانية
كانت في مجمع الملك فهد لطباعة المصحف الشريف بالمملكة العربية السعودية عام 1992، إذ تم عرض الترجمة على ثلاثة من علماء الأويغور الكبار المقيمين في السعودية لمراجعتها تحت إشراف «رابطة العالم الإسلامي»، وهم الشيخ عبد المجيد صادق الأبادي، مدرس في المسجد النبوي، ود. عبدالرحيم محمد الكاشغري، أستاذ بالجامعة الإسلامية بالمدينة المنورة، وصالح إيشان، الذين أشادوا بالترجمة ولم تكن لهم ملاحظات سوى فقط كتابة «لفظ الجلالة» (الله) باللغة العربية في الترجمة إلى جانب كتابتها بالأويغورية وتمت الطباعة في عام 1994.

### الطبعة الثالثة
جرى طباعتها في تركيا من قبل رئاسة الشؤون الدينية، بعد مراجعتها على يد علماء من الأويغور في تركيا عام 2017.

## اسهاماته في الترجمة
ترجم العديد من الكتب الإسلامية منها (نزهة المتقين شرح رياض الصالحين - مختصر صحيح البخاري - كتاب السيرة النبوية لإبن هشام) 

## مؤلفاته
الدر المنضد من قصائد الوالد والولد تقديم/أ.د.إبراهيم صلاح الهدهد- اعداد/إمام حسن عبد القهار عبد الرحيم 